# Litra

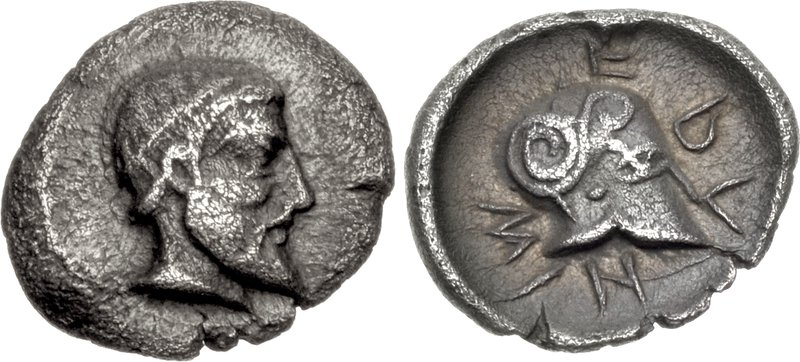
Una litra de Sicilia.

Una litra (plural litrae; en griego antiguo λίτρα) es una pequeña moneda de plata usada generalmente en las colonias de la Antigua Grecia, y particularmente en la antigua Sicilia. Como moneda, la litra tenía un valor similar al óbolo y pesaba el tercio de una libra romana (109,15 g). En plata, la moneda pesaba 0,87 g y era igual a la quinta parte de una dracma.